# Взрыв на Чёрч-стрит в Претории
Взрыв на Чёрч-стрит в Претории (нидерл. Kerkstraatbomaanslag) — террористический акт в Претории в 1983 году.
Теракт представлял собой взрыв заминированного автомобиля, произошедший 20 мая 1983 года в столице Южной Африки Претории, совершенный организацией Умконто ве Сизве, военизированным крылом Африканского национального конгресса. В результате взрыва погибли 19 человек, включая двух террористов, и были ранены 217 человек. Взрыв на Чёрч-стрит стал самым смертоносным нападением АНК.

## Нападение
Нападение заключалось во взрыве заминированного автомобиля возле здания Недбанк-сквер, арендованного ВВС ЮАР, на западной Черч-стрит Претории в 16:30 20 мая 1983 года. Целью предположительно был штаб ВВС ЮАР (South African Air Force, SAAF), но, поскольку бомба взорвалась в час пик, среди убитых и раненых были мирные жители. Бомба взорвалась на десять минут раньше запланированного. В результате погибли двое террористов, Фредди Шангве и Эзекиаль Масеко, а также еще 17 человек. По меньшей мере 20 машин скорой помощи доставили погибших и раненых в больницы.

## Слушание на Комиссии истины и примирения
В материалах Комиссии истины и примирения в 1997 и 1998 годах АНК показал, что нападение было организовано подразделением специальных операций АНК Умконто ве Сизве под командованием Абубакера Исмаила. Во время нападения они докладывали свои действия начальнику штаба Джо Слово. Нападение на Чёрч-стрит санкционировал Оливер Тамбо. В заявлении АНК говорится, что взрыв произошел в ответ на трансграничный рейд ЮАР в Лесото в декабре 1982 года. В его результате погибли 42 сторонника АНК и мирных жителей, а также — в ответ на убийство активистки АНК и жены Джо Слово Рут Фёрст в Мапуту, Мозамбик. Заявление утверждало, что 11 из пострадавших были военнослужащими ВВС ЮАР и, следовательно, являлись военной целью. Законный представитель некоторых жертв утверждал, что, будучи административным персоналом, в том числе телефонистками и машинистками, они не могли согласиться с тем, что являются законной военной целью.
Десять боевиков АНК, в том числе Абубакер Исмаил, подали прошение об амнистии за этот и другие взрывы. Заявления были отклонены по разным причинам, в том числе по причине того, что речь шла о террористической атаке, несоразмерной политическим мотивам. Комиссия обнаружила, что количество убитых гражданских лиц по сравнению с военными неясно. Полицейская статистика показала, что семь членов ВВС ЮАР были убиты. Комиссия установила, что по меньшей мере 84 раненых были членами или сотрудниками ВВС ЮАР. Амнистия была объявлена комиссией в 2000 году.
Нельсон Мандела, отбывавший срок в тюрьме во время теракта, написал о его жестоком характере в своей автобиографии: «Именно потому, что мы знали, что такие инциденты будут происходить, наше решение взять в руки оружие было настолько тяжёлым и вынужденным.»